# Estación de La Plaine
La estación de La Plaine es una estación ferroviaria de la localidad suiza de La Plaine, perteneciente a la comuna suiza de Dardagny, en el Cantón de Ginebra.

## Historia y situación
La estación de La Plaine fue inaugurada en el año 1858 con la puesta en servicio de la línea Lyon-Perrache - Ginebra.
Se encuentra ubicada en el borde norte del núcleo urbano de La Plaine. Cuenta con un andén lateral al que accede una vía pasante. Además en la estación también hay otras dos vías pasantes, así como tres vías toperas.
En términos ferroviarios, la estación se sitúa en la línea Lyon-Perrache - Ginebra. Sus dependencias ferroviarias colaterales son la estación de Pougny-Chancy hacia Lyon-Perrache y la estación de Russin en dirección Ginebra.

## Servicios ferroviarios
Los servicios ferroviarios de esta estación están prestados por SBB-CFF-FFS:

### Regionales
A la estación llegan los trenes regionales que cubren el trayecto hasta Ginebra con unas frecuencias de paso que se aproximan a la de un servicio de cercanías.
- R Ginebra-Cornavin - La Plaine